# Drahlín (tvrz)
Drahlín (též Hradiště) je zaniklá tvrz ve stejnojmenné vesnici severně od Příbrami ve Středočeském kraji. Tvrz stávala na jihozápadním okraji vesnice. Panským sídlem bývala ve třináctém až patnáctém století. Později zanikla a dochovalo se z ní okrouhlé tvrziště, které je chráněno jako kulturní památka.

## Historie
Písemné zprávy o tvrzi se nedochovaly. Podle zpráv o majitelích vesnice se předpokládá, že tvrz v ní stávala už na počátku čtrnáctého století (a snad už ve třináctém století). Roku 1324 zde sídlil předek pánů z Valdeka – Heřman z Drahlína a Litně. Roku 1413 vesnici koupili Dobeš ze Tmaně a Zdeněk z Podmokel. Roku 1553 už Drahlín patřil k hlubošskému panství. Tvrz v té době přestala sloužit jako panské sídlo, a jako nepotřebná zanikla.

## Stavební podoba
Tvrz patřila k objektům typu motte. Dochovalo se z ní tvrziště tvořené centrálním pahorkem vysokým asi pět metrů. Pahorek je chráněn devět metrů širokým příkopem, před kterým se nachází asi tři metry vysoký val.